# Агент Вексилл
Аге́нт Ве́ксилл (яп. ベクシル 2077日本鎖国 Бэкусиру 2077 нихон сакоку) — полнометражное аниме 2007 года режиссёра Фумихико Сори.

## Сюжет
Япония, 2077 год. Корпорация «Дайва» установила контроль над правительством Японии и превратило страну в полигон для биотехнологических испытаний. Для секретности Япония вышла из ООН и превратилась в страну-изгоя, укрывшись от остального мира за железным занавесом. Под страхом угрозы эпидемии японцам произведена массовая вакцинация, которая медленно превращает их в андроидов. Их ткани превращаются в биометалл. В разведывательных целях США забрасывают в Японию спецназ (SWORD) в количестве 7 человек, из которых выживает только агент Вексилл, которую укрывают последние японцы-полуандроиды во главе с Марией — бывшей подругой Леона, и её сослуживец и любимый подполковник Леон Фейдом. Немногочисленные повстанцы, усиленные остатками американского спецназа в лице агента Вексилл, предпринимают отчаянную попытку штурма штаб-квартиры корпорации. Для этого они используют «ершей» — странных созданий, бывших когда-то андроидами и населяющих превращённую в пустыню Японию, в которой не осталось ни рек и ни гор.

## Роли озвучивают
- Мэйса Куроки
- Сёсукэ Танихара
- Ясуко Мацуюки
- Такая Курода
- Акио Оцука
- Роми Паку
- Такахиро Сакураи
- Тосиюки Морикава
- Тэцуя Какихара
- Такаюки Суго
- Кэндзи Такахаси
- Дзиро Сайто